# エンマ・ミラー
エンマ・ミラー（Emma Miller、1839年6月26日 - 1917年1月22日）はオーストラリア、クイーンズランド州ブリスベンの労働組合の創始者、婦人参政権論者。